# Frank Schlesinger
Frank Schlesinger (Nova Iorque, 11 de maio de 1871 — 10 de julho de 1943) foi um astrônomo Estadunidense.
Schlesinger trabalhou no Observatório Yerkes, publicando trabalhos pioneiros sobre métodos fotográficos para a determinação de paralaxes estelares.
Foi diretor do Observatório Allegheny, de 1905 a 1920, e do Observatório da Universidade de Yale, de 1920 a 1941.
Schlesinger publicou o Bright Star Catalogue.

## Prémios e honrarias
- 1926 - Prêmio Valz
- 1927 - Medalha de Ouro da Royal Astronomical Society[1]
- 1929 - Medalha Bruce[2]
- 1933 - Medalha Rittenhouse[3]